# Triumph Adler Alphatronic PC
Triumph Adler Alphatronic PC или само Alphatronic PC је професионални рачунар фирме Triumph Adler који је почео да се производи у Немачкој током 1983. године.
Користио је Zilog Z80 микропроцесорску јединицу а РАМ меморија рачунара је имала капацитет од 64 KB. 
Као оперативни систем кориштен је CP/M 2.1 (затим 2.2) (са диск јединицом).

## Детаљни подаци
Детаљнији подаци о рачунару ALPHATRONIC PC су дати у табели испод.
|                       | |
| [ 1 ]                 | |
| Произвођач            | |
| Тип                   | професионални рачунар                                                                                                |
| Меморија              | 64 |
| Поријекло             | Немачка |
| Година                | 1983 |
| Тастатура             | тастатура са пуним помаком тастера, 6 функцијских тастера, тастери смјера и одвојена нумеричка тастатура, 85 тастера |
| Процесор              | |
| Фреквенција процесора | 4 |
| RAM                   | 64 |
| ROM                   | 32 |
| Текст                 | 40 или 80 знакова x 24 линија                                                                                        |
| Графика               | 80 x 72 / 160 x 72 тачака                                                                                            |
| Боја                  | 8 |
| Звук                  | 1 глас, уграђени звучник                                                                                             |
| Димензије             | 40,5 (ширина) x 25,5 (дубина) x 7,3 (висина) / 3,5                                                                   |
| Портови               | |
| Оперативни систем     | 2.1 (затим 2.2) (са диск јединицом)                                                                                  |